# Anita Punt
Anita Punt (Nelson, 2 de octubre de 1987) es una exjugadora neozelandesa de hockey sobre césped.

## Trayectoria
Punt debutó con la selección de Nueva Zelanda en 2009. Tuvo su primera participación olímpica en Londres 2012. En el torneo llegó hasta semifinales, pero perdió ante Países Bajos. En el partido por la medalla de bronce perdió ante Reino Unido. En los Juegos Olímpicos de Río 2016 volvió a alcanzar las semifinales, pero perdió contra Reino Unido por 3 a 0. En el partido por el bronce olímpico cayó ante Alemania.